# 新潟県道117号鯨波停車場線
新潟県道117号鯨波停車場線（にいがたけんどう117ごう くじらなみていしゃじょうせん）は、新潟県柏崎市内を通る一般県道である。

## 概要

### 路線データ
- 起点：鯨波停車場（新潟県柏崎市鯨波1丁目）
- 終点：新潟県柏崎市大字鯨波（国道8号交点）

## 地理

### 通過する自治体
- 新潟県柏崎市

### 接続する道路
- 柏崎市道（起点：柏崎市鯨波1丁目、鯨波駅前）
- 国道8号（北陸道）（終点：柏崎市大字鯨波、「メトロポリタン松島」北東）

### 周辺
- JR信越本線 鯨波駅
- 柏崎鯨波郵便局
- 鯨波海水浴場